# 바이노케라톱스
바이노케라톱스(Bainoceratops)(바이노: 산, 케라: 뿔, 옵스: 얼굴)는 백악기 후기 샹파뉴절 후기 몽골 남부에 살던 각룡류 공룡의 한 속이다. 테레셴코와 알리파노프가 2003년에 보고하였다.

## 분류
바이노케라톱스는 각룡류 (그리스어로 뿔 달린 얼굴이라는 의미) 에 속한다. 각룡류는 앵무새 같은 부리를 가지고 백악기에 북아메리카와 아시아에서 살던 초식성 공룡이다.
바이노케라톱스의 표본은 척추뼈로만 구성되어 있다. 척추뼈를 보면 프로토케라톱스와 다르며 우다노케라톱스 치조비와 더 가까운 관계임을 알 수 있다.

## 식성
바이노케라톱스는 다른 각룡류와 마찬가지로 초식성이었을 것이다. 백악기동안 속씨식물은 "지리적으로 제한된 지역에만 분포"하고 있었기 때문에 이들 공룡은 당시에 번성했던 식물인 양치류, 소철류, 그리고 침엽수등을 먹었던 것으로 보인다. 날카로운 부리를 가지고 잎을 뜯어먹었을 것이다.

## 참고 문헌
- Tereschenko, VS & Alifanov, VR (2003). “Bainoceratops efremovi, a new protoceratopid dinosaur (Protoceratopidae, Neoceratopsia) from the Bain-Dzak Locality (South Mongolia)”. Paleontological Journal 37 (3): 293–302.